# Oye-et-Pallet
Oye-et-Pallet (prononcé [wa e palɛ], comme dans « oie » ) est une commune française située dans le département du Doubs, la région culturelle et historique de Franche-Comté et la région administrative Bourgogne-Franche-Comté.

## Géographie

### Climat
Pour des articles plus généraux, voir Climat de la Bourgogne-Franche-Comté et Climat du Doubs.
En 2010, le climat de la commune est de type climat de montagne, selon une étude du Centre national de la recherche scientifique s'appuyant sur une série de données couvrant la période 1971-2000. En 2020, Météo-France publie une typologie des climats de la France métropolitaine dans laquelle la commune est exposée à un climat de montagne ou de marges de montagne et est dans la région climatique  Jura, caractérisée par une forte pluviométrie en toutes saisons (1 000 à 1 500 mm/an), des hivers rigoureux et un ensoleillement médiocre.
Pour la période 1971-2000, la température annuelle moyenne est de 7,3 °C, avec une amplitude thermique annuelle de 16,4 °C. Le cumul annuel moyen de précipitations est de 1 567 mm, avec 12,3 jours de précipitations en janvier et 10,6 jours en juillet. Pour la période 1991-2020, la température moyenne annuelle observée sur la station météorologique de Météo-France la plus proche, « Pontarlier », sur la commune de Pontarlier à 6 km à vol d'oiseau, est de 8,8 °C et le cumul annuel moyen de précipitations est de 1 463,6 mm. 
La température maximale relevée sur cette station est de 38 °C, atteinte le 25 juillet 2019 ; la température minimale est de −32 °C, atteinte le 12 janvier 1987,,.
Les paramètres climatiques de la commune ont été estimés pour le milieu du siècle (2041-2070) selon différents scénarios d'émission de gaz à effet de serre à partir des nouvelles projections climatiques de référence DRIAS-2020. Ils sont consultables sur un site dédié publié par Météo-France en novembre 2022.

## Urbanisme

### Typologie
Au 1er janvier 2024, Oye-et-Pallet est catégorisée commune rurale à habitat dispersé, selon la nouvelle grille communale de densité à 7 niveaux définie par l'Insee en 2022.
Elle est située hors unité urbaine. Par ailleurs la commune fait partie de l'aire d'attraction de Pontarlier, dont elle est une commune de la couronne,. Cette aire, qui regroupe 54 communes, est catégorisée dans les aires de moins de 50 000 habitants,.

### Occupation des sols
L'occupation des sols de la commune, telle qu'elle ressort de la base de données européenne d’occupation biophysique des sols Corine Land Cover (CLC), est marquée par l'importance des territoires agricoles (45,2 % en 2018), une proportion sensiblement équivalente à celle de 1990 (45,1 %). La répartition détaillée en 2018 est la suivante : 
forêts (42,4 %), prairies (34,5 %), zones agricoles hétérogènes (10,7 %), zones humides intérieures (8,5 %), zones urbanisées (3,7 %), eaux continentales (0,2 %). L'évolution de l’occupation des sols de la commune et de ses infrastructures peut être observée sur les différentes représentations cartographiques du territoire : la carte de Cassini (XVIIIe siècle), la carte d'état-major (1820-1866) et les cartes ou photos aériennes de l'IGN pour la période actuelle (1950 à aujourd'hui).

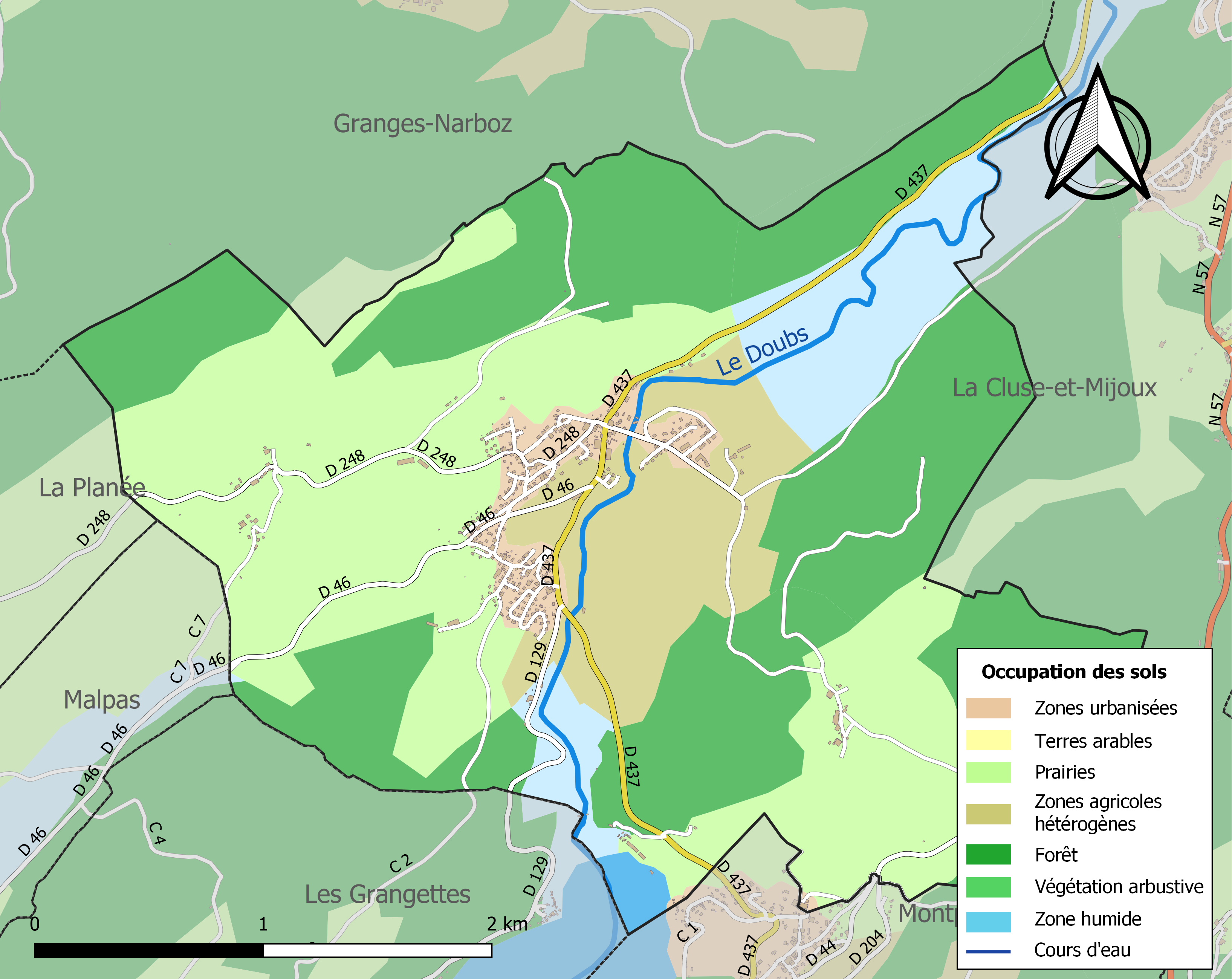
Carte des infrastructures et de l'occupation des sols de la commune en 2018 (CLC).

## Toponymie
Le nom de la localité est attesté sous les formes Oiæ en 1228 ; Oiies en 1296 ; Oyes en 1299 ; Oye-et-Pallet depuis 1614.

## Politique et administration
| Période                                  | Période                     | Identité                                      | Étiquette | Qualité     |
| ---------------------------------------- | --------------------------- | --------------------------------------------- | --------- | ----------- |
| mars 2001                                | 2008                        | Jean-Pierre Chambard                          |           |             |
| mars 2008                                | En cours (au 1er juin 2020) | Michel Faivre, Réélu pour le mandat 2020-2026 | DVD       | Agriculteur |
| Les données manquantes sont à compléter. |                             |                                               |           |             |

## Démographie
L'évolution du nombre d'habitants est connue à travers les recensements de la population effectués dans la commune depuis 1793. Pour les communes de moins de 10 000 habitants, une enquête de recensement portant sur toute la population est réalisée tous les cinq ans, les populations de référence des années intermédiaires étant quant à elles estimées par interpolation ou extrapolation. Pour la commune, le premier recensement exhaustif entrant dans le cadre du nouveau dispositif a été réalisé en 2006.

En 2022, la commune comptait 714 habitants, en évolution de −2,33 % par rapport à 2016 (Doubs : +1,88 %, France hors Mayotte : +2,11 %).
| 1793 | 1800 | 1806 | 1821 | 1831 | 1836 | 1841 | 1846 | 1851 |
| ---- | ---- | ---- | ---- | ---- | ---- | ---- | ---- | ---- |
| 397  | 406  | 395  | 438  | 433  | 496  | 485  | 434  | 430  |

| 1856 | 1861 | 1866 | 1872 | 1876 | 1881 | 1886 | 1891 | 1896 |
| ---- | ---- | ---- | ---- | ---- | ---- | ---- | ---- | ---- |
| 417  | 408  | 433  | 382  | 375  | 363  | 370  | 344  | 348  |

| 1901 | 1906 | 1911 | 1921 | 1926 | 1931 | 1936 | 1946 | 1954 |
| ---- | ---- | ---- | ---- | ---- | ---- | ---- | ---- | ---- |
| 345  | 368  | 360  | 290  | 370  | 332  | 317  | 320  | 318  |

| 1962 | 1968 | 1975 | 1982 | 1990 | 1999 | 2006 | 2011 | 2016 |
| ---- | ---- | ---- | ---- | ---- | ---- | ---- | ---- | ---- |
| 341  | 332  | 340  | 369  | 467  | 579  | 667  | 697  | 731  |

| 2021 | 2022 | - | - | - | - | - | - | - |
| ---- | ---- | - | - | - | - | - | - | - |
| 720  | 714  | - | - | - | - | - | - | - |

## Culture locale et patrimoine

### Lieux et monuments
- L'église paroissiale Saint-Nicolas, construite en 1712 sur les bases d'une église ancienne datée de 1494, et son clocher-porche de 1749. Le retable, réalisé en 1716, comporte un tableau non signé représentant saint Nicolas. Vers 1956, les vitraux (verre et plomb) sont dessinés par Serge Rezvani et sont exécutés par le jeune maître verrier Paul Virilio (qui devient plus tard philosophe). Située dans le diocèse de Besançon, elle est desservie par l'Unité pastorale du Pays de Pontarlier. Les curés sont MM. les abbés François Boiteux et Gabriel Socié[Quand ?].
- La chapelle Notre-Dame-des-Côtes située à 500 mètres au nord du village.

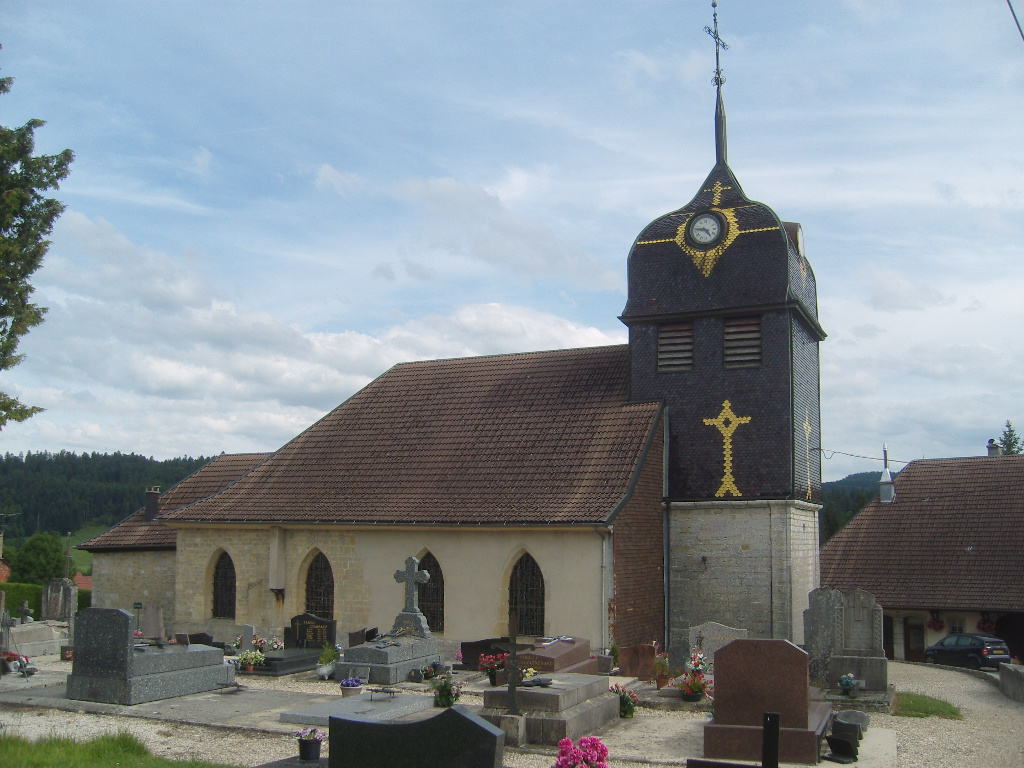
Oye-et-Pallet, église paroissiale Saint-Nicolas.
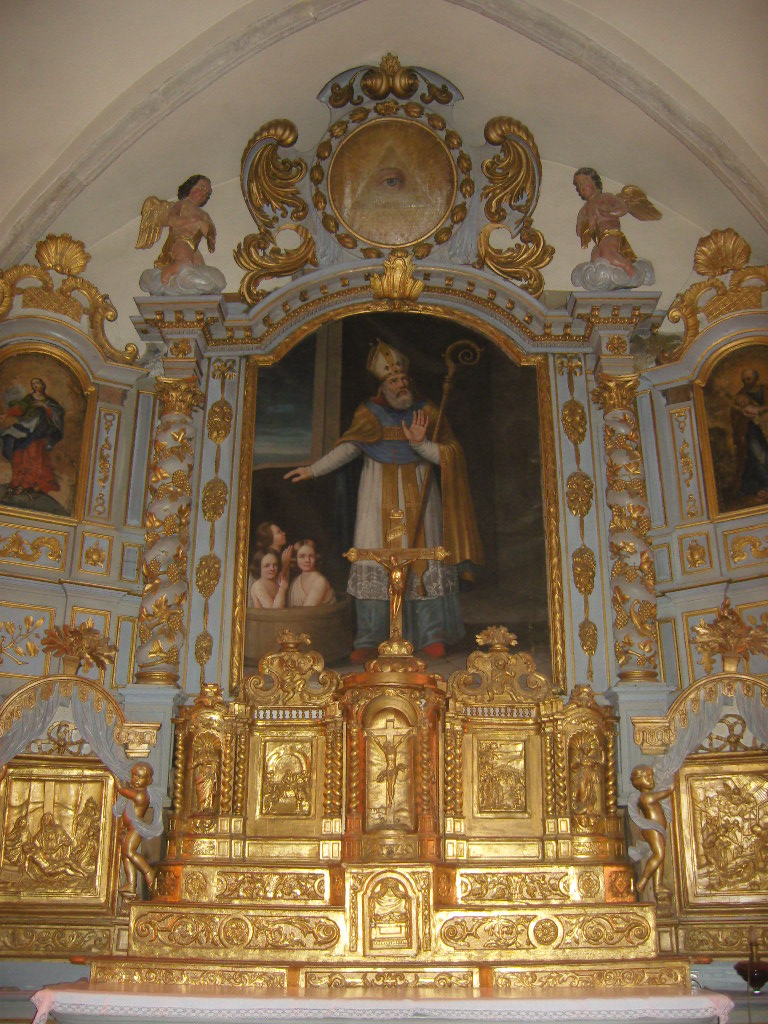
Retable de 1716.
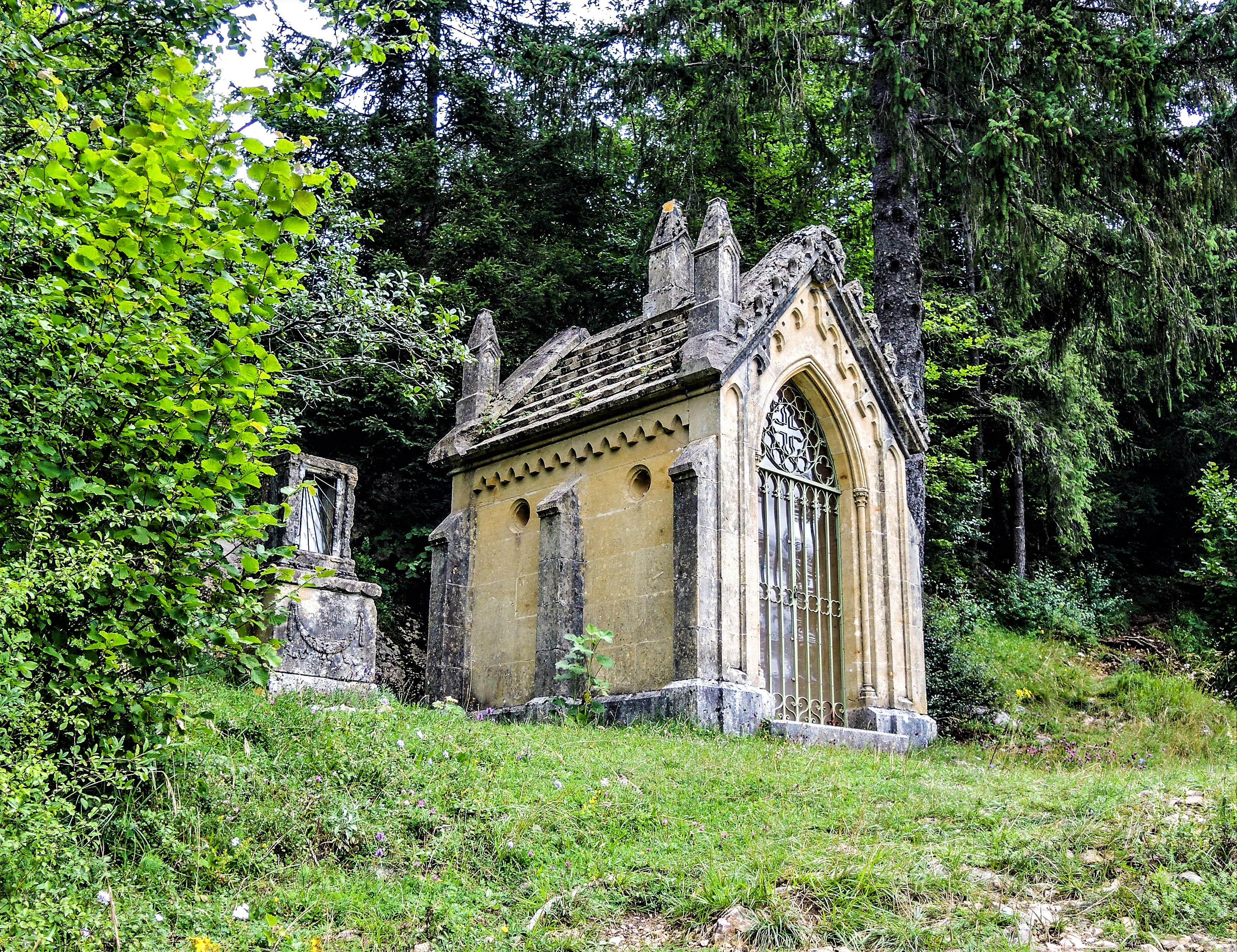
chapelle Notre-Dame-des-Côtes.
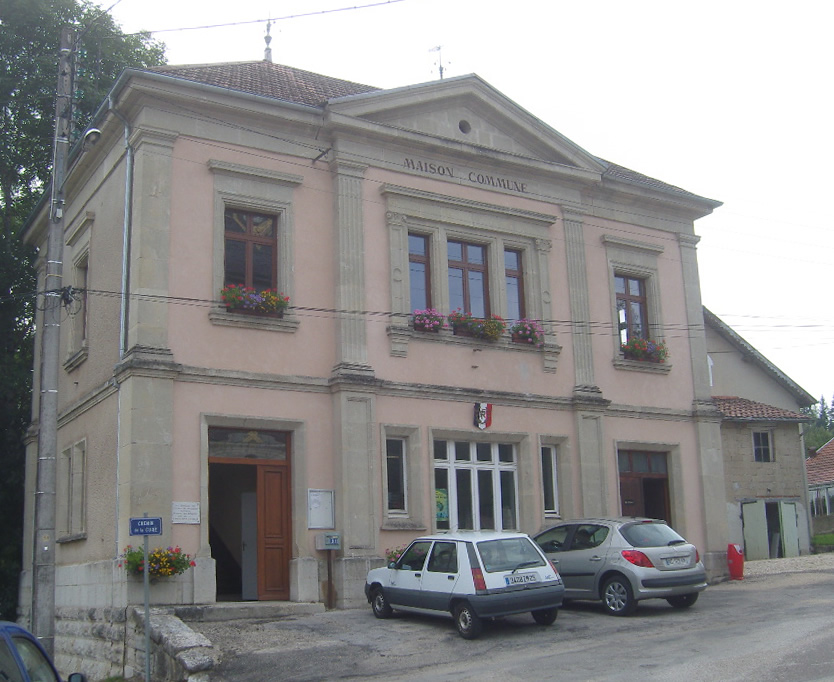
Mairie.

- La vallée du Doubs avec les ponts et les barrages.
- Le point de vue sur le Lac de Saint-Point et la passerelle qui donne accès à un sentier balisé autour du lac (20 km).
- Le monument aux morts, réalisé par Jean-Louis Chorel, inauguré en 1921, situé à l'intersection de la rue de la Fauconnière (RD 437) et de la rue des Écoles (RD 248).
- Trois casemates du secteur fortifié du Jura de la ligne Maginot :
  - La B32 : casemate d'infanterie pour canon antichar de 47 mm modèle 1937 et mitrailleuse Hotchkiss modèle 1914, située au bord de la rue du Barrage (RD 437).
  - La B33 : casemate pour infanterie, appelée « abri Mont des Conduits », située au lieu-dit « Les granges Tavernier ».
  - La B34 : casemate d'infanterie pour mitrailleuse Hotchkiss modèle 1914, située au lieu-dit « Les granges Tavernier ».
- Le sapin président, un âge estimé à plus de 300 ans.

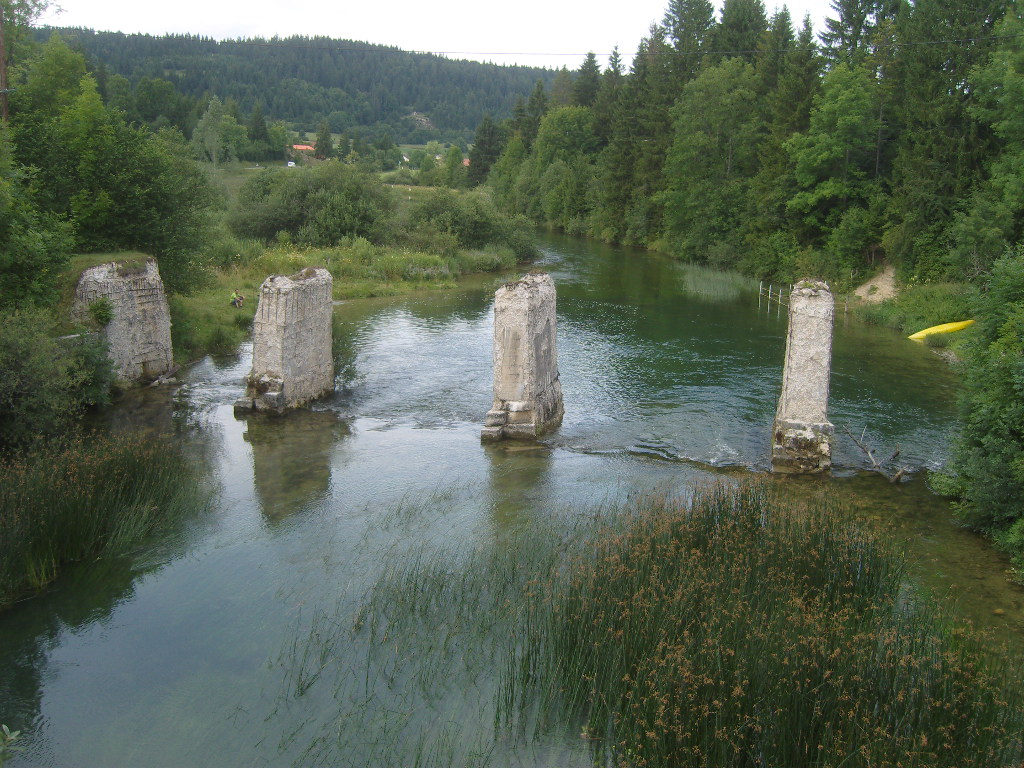
Ancien pont sur le Doubs.
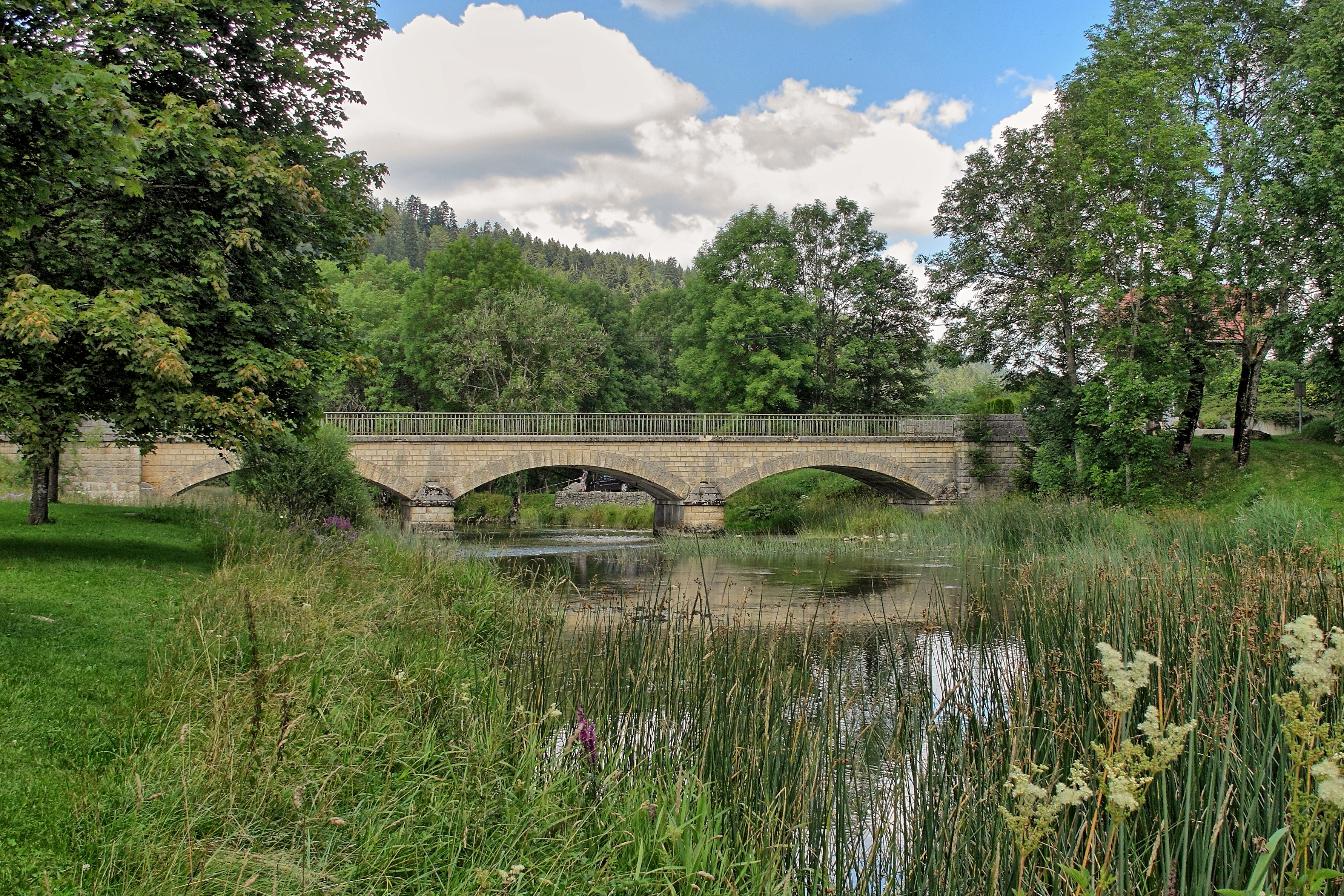
Le pont du bourg.
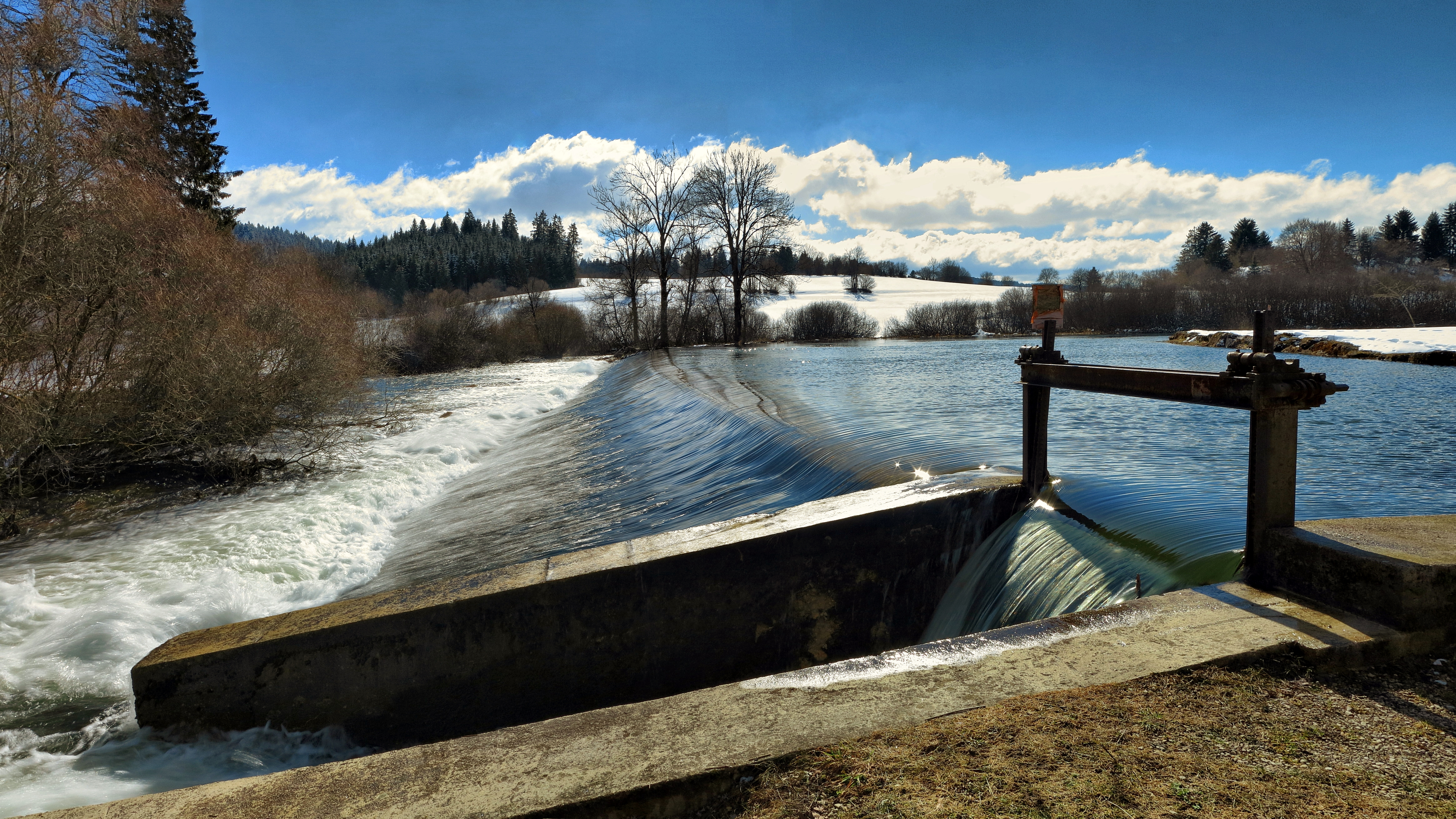
Le barrage de l'ancien moulin.
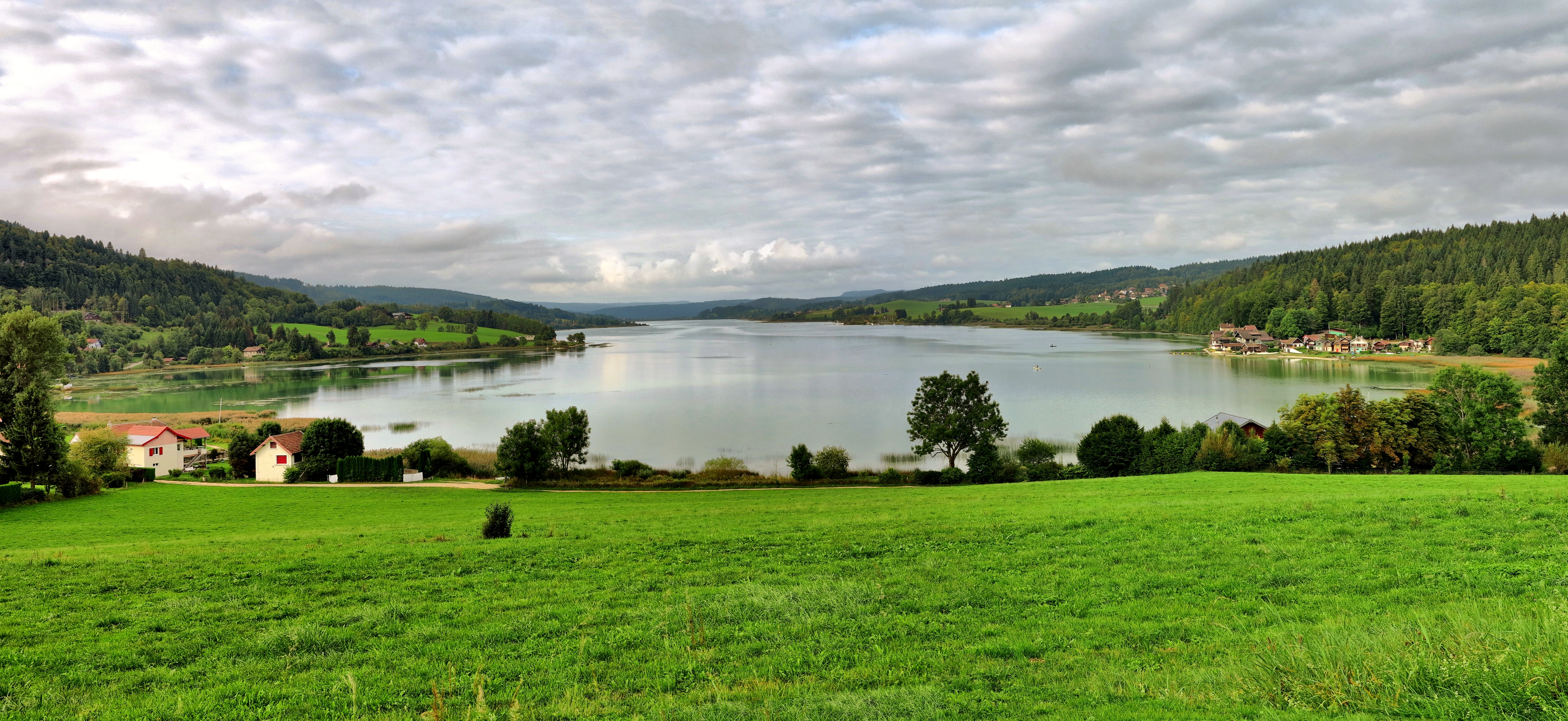
Point de vue sur le lac de Saint-Point.
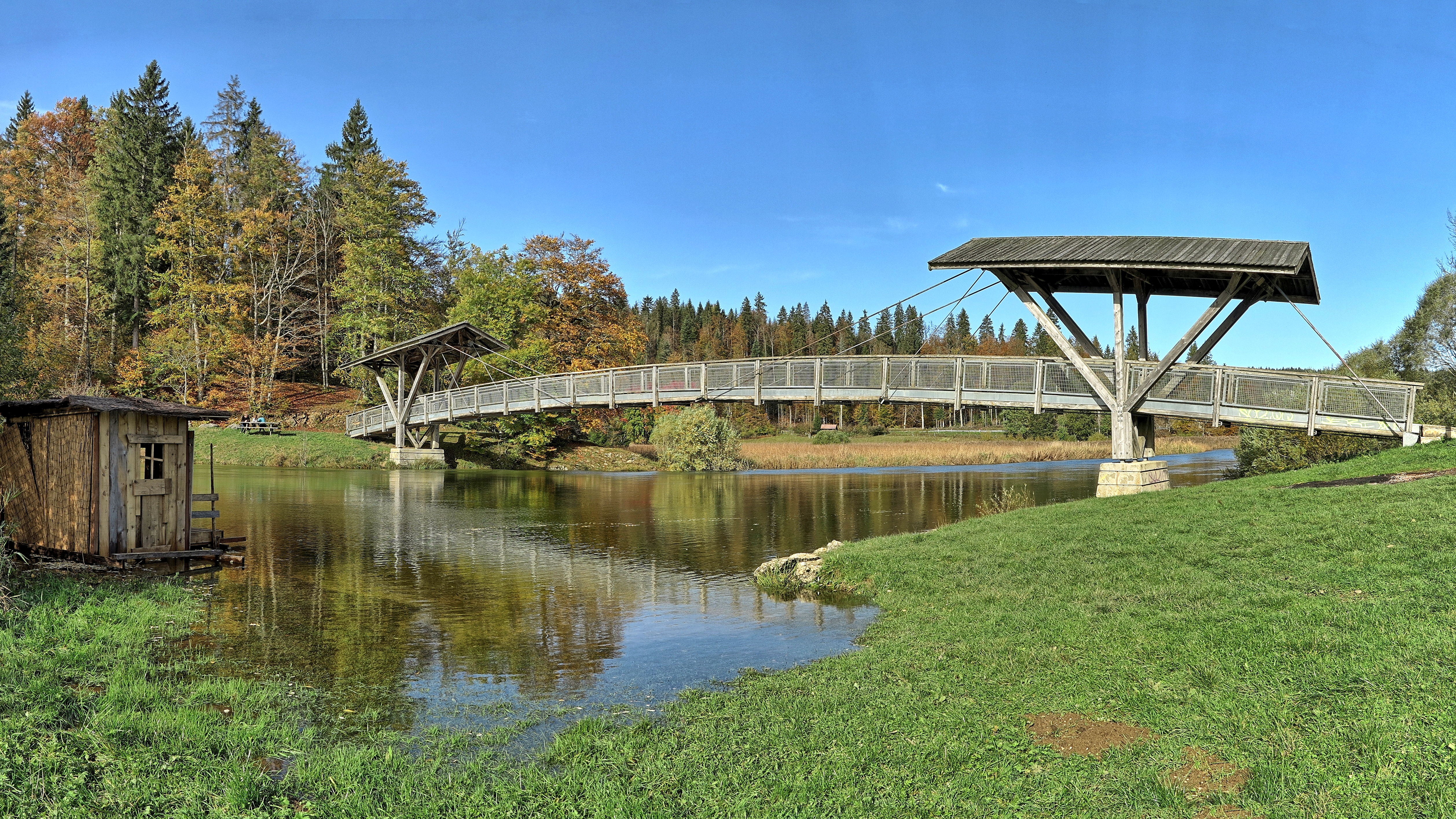
La passerelle sur le lac de Saint-Point.

### Personnalités liées à la commune
- Nestor Parnet (années 1850-1910), négociant, membre de la Libre-Pensée de Pontarlier, vit sur la commune. En 1910, ses funérailles sont les premières obsèques civiles qui se déroulent dans le village[20].

### Héraldique
| Blason de Oye-et-Pallet | Blason  | Tiercé en pairle : au 1er de sinople au besant d'or cerclé de sable, au 2e d'azur semé de billettes d'or, au lion couronné du même, armé et lampassé de gueules, au 3e d'azur au saint tenant dans sa dextre une crosse, senestré d'un enfant brochant en partie sur le saint, le tout d'or ; au pairle d'argent brochant sur la partition. |
| Blason de Oye-et-Pallet | Détails | Le statut officiel du blason reste à déterminer. |